# Drosophila spadicophylla
Drosophila spadicophylla är en svampart som beskrevs av Romagn. Drosophila spadicophylla ingår i släktet Drosophila och familjen Psathyrellaceae.   Inga underarter finns listade i Catalogue of Life.